# CNN

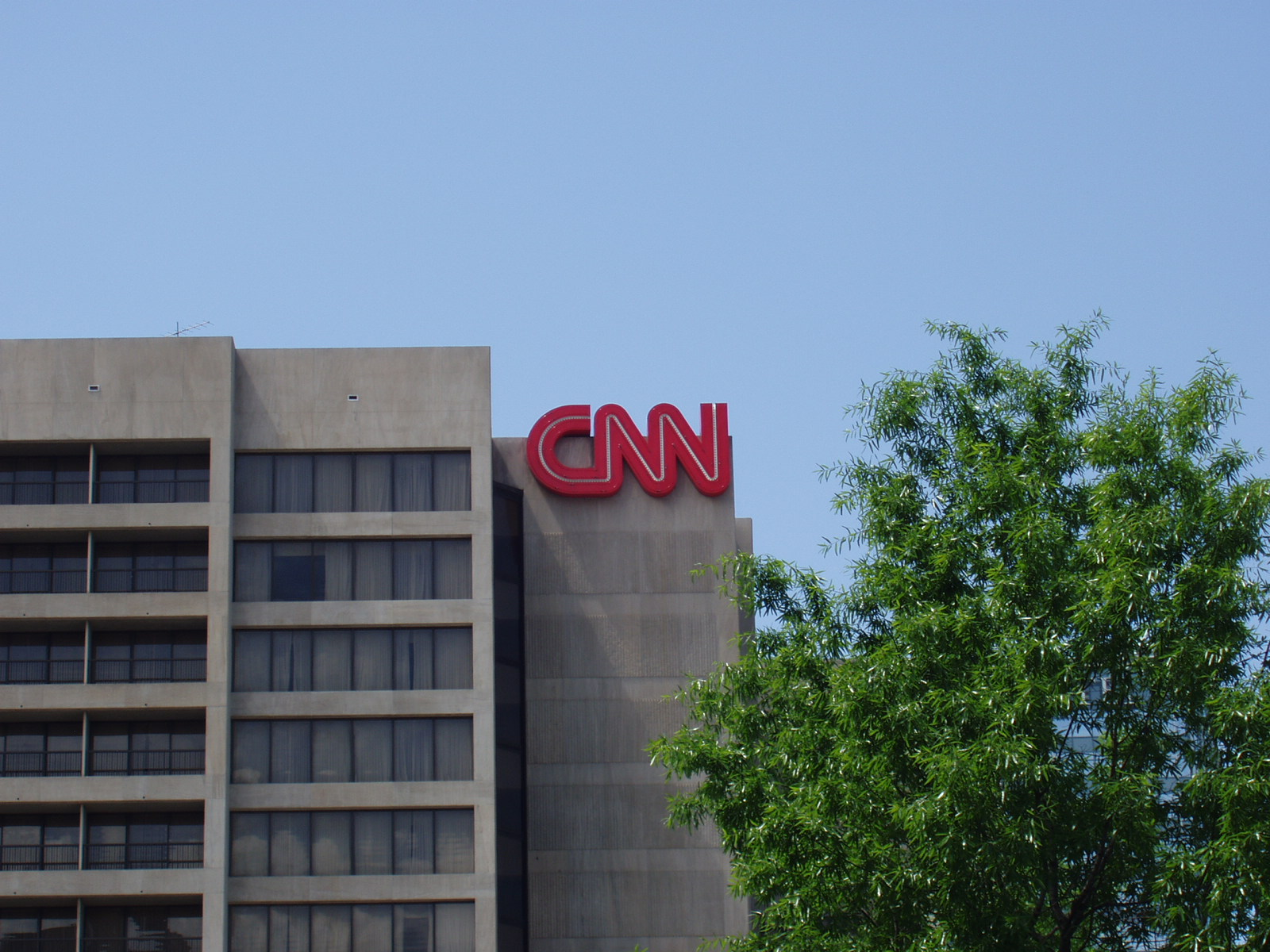
Główna siedziba CNN w Atlancie

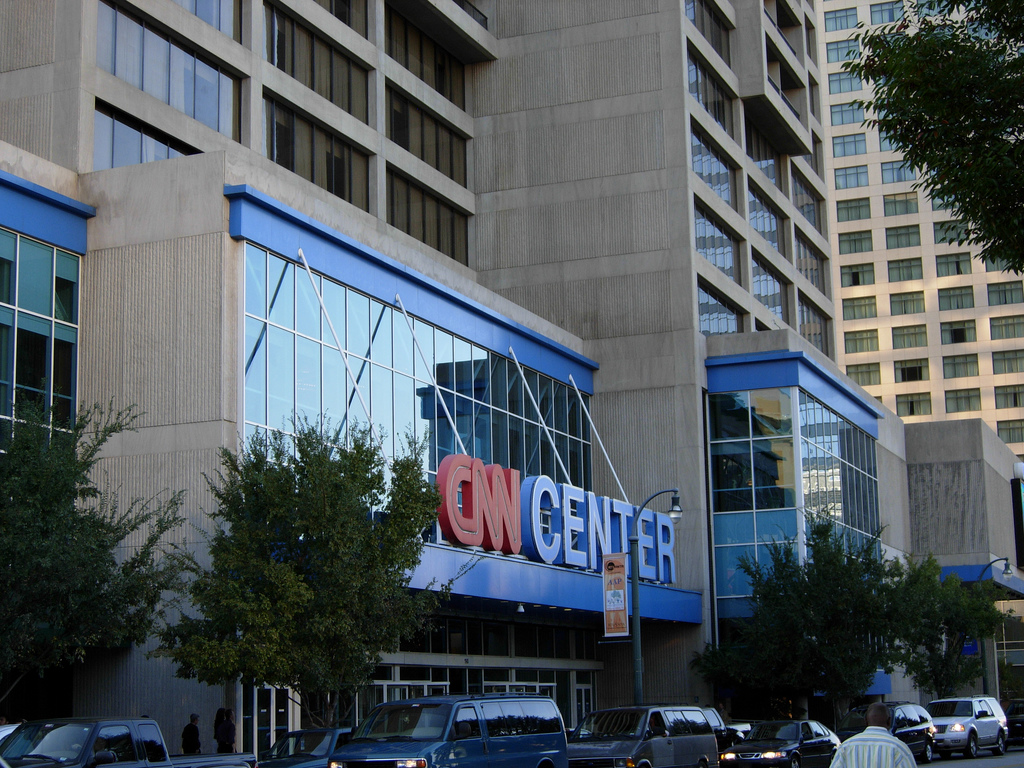
CNN Center w Atlancie

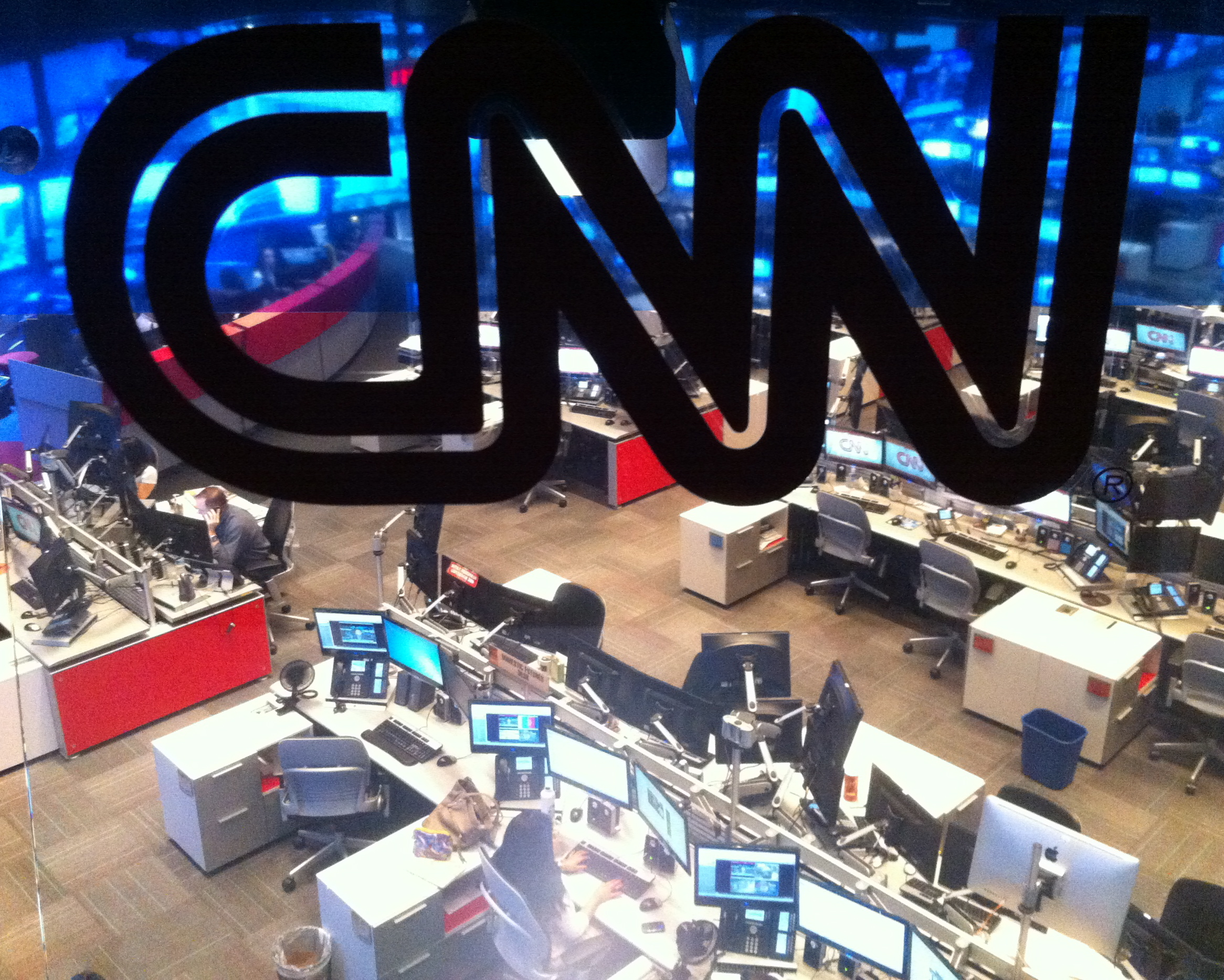
Newsroom CNN w Atlancie

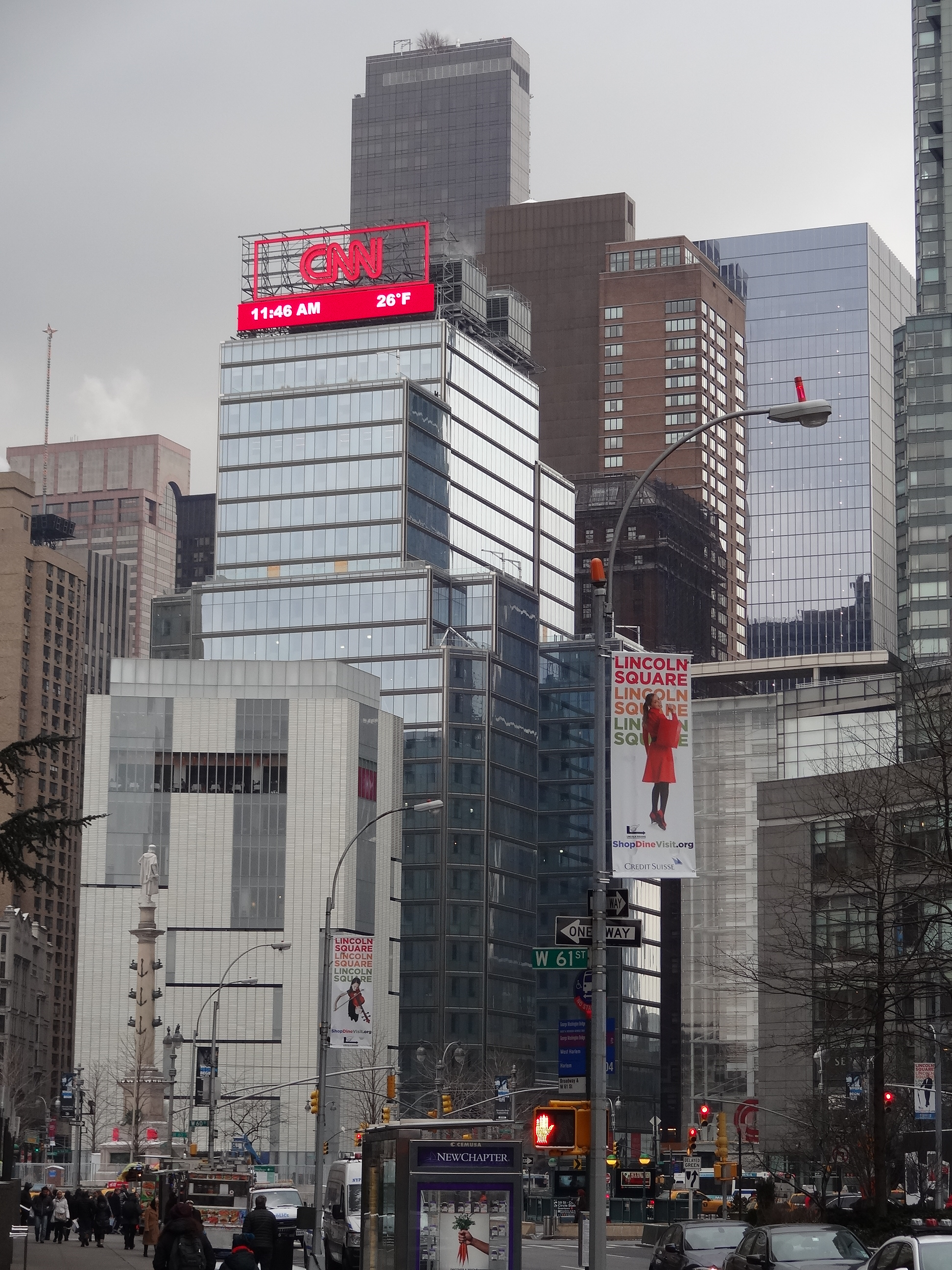
Siedziba CNN w okolicy Columbus Circle w Nowym Jorku

Cable News Network (CNN) – amerykańska telewizja informacyjna, założona w 1980 przez Teda Turnera i Reese Schonfelda.

## Historia
Kanał zaczął nadawanie 1 czerwca 1980 o godzinie 17:00. Prezenterzy David Walker i Lois Hart przedstawili widzom pierwsze informacje. 
CNN specjalizowała się od początku w relacjach na żywo. Pierwszą poważną próbą, przed jaką stanęła CNN, był styczeń 1986 roku, w którym dziennikarze stacji relacjonowali na żywo katastrofę promu kosmicznego Challenger.
Światowy rozgłos i prestiż telewizja zdobyła dzięki relacjom z I wojny w Zatoce Perskiej. Dzięki sieci dziennikarzy w Iraku i korespondentom towarzyszącym amerykańskim żołnierzom CNN jako jedyna telewizja miała unikalne zdjęcia z pola walki w Zatoce Perskiej. Większość stacji telewizyjnych na świecie w swoich serwisach informacyjnych korzystała wówczas ze zdjęć CNN (w tym także Telewizja Polska).
Reporterem nadającym relacje z Bagdadu był Peter Arnett. Od 17 stycznia 1991 roku przez pięć tygodni nadawał relacje na żywo z bombardowanego miasta, nie ukrywając informacji o ofiarach cywilnych. Przeprowadził wywiady z Saddamem Husajnem i Osamą bin Ladenem. Materiał powstał dzięki uporowi producenta Roberta Wienera. Relacje z Iraku doprowadziły do oficjalnego protestu 34 przedstawicieli Kongresu Stanów Zjednoczonych, którzy zarzucili Arnettowi niepatriotyczną postawę. Na kanwie tych wydarzeń powstał także film fabularny pod tytułem „Na żywo z Bagdadu” (tyt. oryg. Live from Baghdad), w którym w rolę producenta Roberta Wienera wcielił się Michael Keaton. 
Dziennikarze CNN należeli także do jednych z pierwszych relacjonujących atak na World Trade Center, 11 września 2001 roku na cały świat.
Przekaz CNN w wersji HD został wprowadzony na rynek amerykański 1 września 2007. Stacja jako pierwsza wykorzystała też w 2008 roku technikę wideoportacji, czyli trójwymiarowy hologram. Od 3 kwietnia 2018 r. przekaz wysokiej rozdzielczości kanału CNN International HD został włączony do oferty Cyfrowego Polsatu.

## Charakterystyka
Stacja nadająca programy informacyjne przez całą dobę, była pierwszym kanałem telewizyjnym tego typu na świecie. Obecnie należy do koncernu Warner Bros. Discovery. Powszechnie dostępna w Stanach Zjednoczonych i w wielu innych krajach świata. Jej główna siedziba znajduje się w Atlancie, ma również ośrodki w Nowym Jorku, Londynie, Hongkongu oraz wielu innych miastach. CNN nadaje kilka wersji swojego kanału: 
- CNN (wersja amerykańska znana także pod nazwą CNN USA)
- CNN International (dostępne też w Polsce)
- CNN en Español (dostępne w krajach Ameryki Łacińskiej)
- CNN Indonesia
- CNN News 18 (dostępne w Indiach)
- CNN Airport Network (dostępne w lokalach Business Lounge na wybranych lotniskach)
- CNN Turk
- CNN Chile
- CNN Fast (W Polsce kanał dostępny na platformie Rakuten TV(inne języki)[5])

Od czasu debiutu, CNN rozszerzyło swój zasięg obejmując nim większość sieci kablowych i satelitarnych. Ponadto istnieje kilka witryn internetowych oraz dwie sieci radiowe należące do CNN. Sieć ma 36 biur (10 krajowych, 26 międzynarodowych), 900 stowarzyszonych lokalnych stacji telewizyjnych, i kilka regionalnych na całym świecie. Telewizja zawdzięcza sukces magnatowi i założycielowi Tedowi Turnerowi. Time Warner zakupił Turner Broadcasting, przez co stał się jego właścicielem.
Telewizja CNN w latach 2001–2010 współpracowała z dziennikarzami Wydarzeń Telewizji Polsat i kanałem tegoż nadawcy o profilu informacyjnym – Polsat News. 1 sierpnia 2011 nawiązała współpracę z TVN24, TVN24 BiS oraz "Faktami" TVN. Stacja nie ma swoich stałych korespondentów w Polsce.
Większość przekazów satelitarnych CNN jest zakodowana, m.in. z satelitów Hot Bird, których używają polskie platformy cyfrowe (Cyfrowy Polsat i nc+). W Europie niekodowany sygnał cyfrowy jest dostępny z satelitów Astra 2 28.2°E oraz Astra 19,2°E. Obecnie przekaz każdej z wersji kanału posiada zarówno wersję standardowej rozdzielczości (SD), jak też wysokiej – HD.